# 小行星9285
小行星9285（英語：9285）是一颗围绕太阳公转的小行星。1981年3月2日，舒爾特·巴斯在赛丁泉山发现了此天体。
这颗小行星的绝对星等为88.24971628339753等。